# 소행성의 날
소행성의 날(Asteroid Day) 또는 국제 소행성의 날은 1908년 유성 폭발로 러시아 시베리아 숲 약 2,150km2(830제곱마일)가 파괴된 퉁구스카 사건을 기념하는 6월 30일에 개최되는 연례 글로벌 행사이다.
소행성의 날은 물리학자 스티븐 호킹, B612 재단 회장 대니카 레미(Danica Remy), 아폴로 9호 우주 비행사 러스티 슈바이카르트(Rusty Schweickart), 영화 제작자 그리고리 리히터스(Grigorij Richters) 및 브라이언 메이(퀸 (밴드) 기타리스트이자 천체 물리학자)가 2014년(2013년 첼랴빈스크 유성 폭발 다음 해)에 공동 창립했다. 레미, 슈바이카르트, 리히터스, 메이는 2014년 10월에 소행성의 날을 기자 회견에서 발표했으며, 2014년 12월 3일에 출시되어 2015년부터 매년 6월 30일을 소행성의 날로 제정했다.
2016년 유엔은 결의문을 통해 소행성의 날을 매년 6월 30일을 전 세계적으로 기념하도록 선포했다. 이 행사는 소행성에 대한 인식을 높이고, 재앙적인 사건으로부터 지구, 가족, 지역사회, 미래 세대를 보호하기 위해 무엇을 할 수 있는지를 알리는 것을 목표로 한다.